# Pentheus

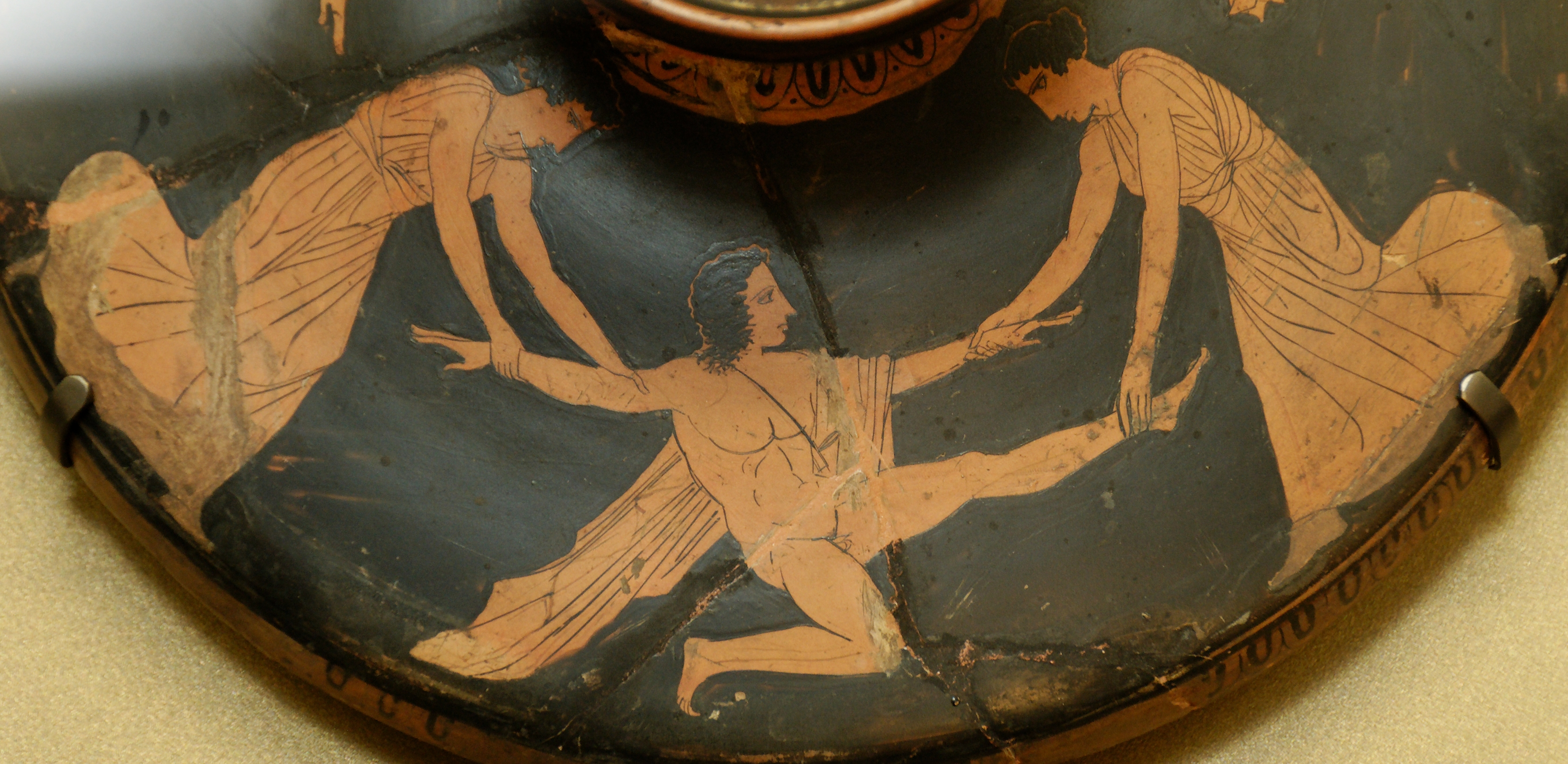
"Pentheus slits i stycken", avbildning på lock till ett kärl för kosmetika, tillverkat cirka 450 f.Kr. och utställd på Louvren.

Pentheus  är i den grekiska mytologin kung i Thebe. Han är son till Echion och Agaue och dotterson till Kadmos. 
Då han motsatte sig Dionysos (Bacchus) yrande dyrkan och även förgrep sig på guden själv samt smög sig till att bevittna den av Thebes kvinnor på berget Kithairon firade bacchusfesten, blev han grymt straffad av Dionysos genom att hans egen mor Agaue i bacchisk yra tog honom för ett villebråd, varefter hon och de övriga kvinnorna sönderslet honom.
Pentheus tragiska öde är av Euripides bearbetat för scenen i det ännu befintliga dramat Backanterna. Även Aischylos hade behandlat samma ämne i ett numera förlorat sorgespel med titeln Pentheus. Ett motstycke till den thebanska sagans Pentheus är den thrakiske Lykurgos.